# Вольторф
Вольторф (нем. Wohltorf) — община в Германии, в земле Шлезвиг-Гольштейн. 
Входит в состав района Герцогство Лауэнбург. Подчиняется управлению Аумюле-Вольторф.  Население составляет 2335 человек (на 31 декабря 2010 года). Занимает площадь 5,97 км².